# Albin Dahl
Carl Albin Dahl (født 2. januar 1900 i Landskrona, død 15. februar 1980 i Helsingborg) var en svensk fodboldtræner og -spiller i blandt andet Helsingør IF og Helsingborgs IF.

## Spillerkarriere
Som spiller blev han mester i den bedste svenske række Allsvenskan med Helsingborgs IF tre gange (1928-29, 1929-30 og 1932-33 og deltog med landsholdet i to olympiske lege.
Han debuterede på landsholdet i 1919, hvor han spillede i Landskrona BoIS. Han skiftede i 1922 til Helsingborg, for hvem han spillede 367 kampe og scorede 343 mål. På landsholdet spillede han frem til 1931 og nåede i alt 29 kampe, hvor han scorede 21 mål.
Ved OL 1920 spillede han førsterundekampen mod Grækenland og scorede det sjette mål i 9-0-sejren, og i kvartfinalen mod Holland scorede han svenskenes sidste mål til 3-4. Hollænderne scorede dog endnu et mål, hvorpå kampen gik i forlænget spilletid, hvor hollænderne afgjorde kampen. Tjekkoslovakiet blev diskvalificeret i finalen, hvorpå Sverige fik en ny chance i kampen om medaljerne. Kampen mod Spanien blev dog tabt 1-2 (med svensk mål af Dahl), og dermed var Sverige ude af turneringen og endte på en femteplads.
Bedre gik det for Sverige ved OL 1924 i Paris, hvor holdet i første runde vandt uden kamp mod Portugal og i anden runde vandt 8-1 over Belgien samt i kvartfinalen 5-0 over Egypten. Dahl var egentlig ikke udtaget, men blev efter en skade tilkaldt til semifinalen mod Schweiz, som blev tabt 1-2, samt mod Holland i kampen om tredjepladsen, der endte 1-1. Der blev derpå spillet en ny kamp den følgende dag, hvor Sverige uden Dahl vandt 3-1 og dermed sikrede sig bronzemedaljerne.

## Trænerkarriere
Efter at have afsluttet sin spillerkarriere fik Dahl en lang karriere som træner. I 1935 kom han til Helsingør IF, der dengang var lige rykket op i Mesterskabsserien (nuværende Superligaen). Med denne klub opnåede han placeringer som nummer 8, 9 og 10.
Helsingør IF-spillerne elskede denne øresund-skånske trænerpersonlighed, ifølge Helsingør IF's daværende målmand Henry Rosendahls erindringer:
| Citat           | - Han er en helt igennem rigtig Træner, med det bedste Træningsprogram jeg har været præsenteret for. Han er mægtig flink og vi holder alle meget af at træne under hans Ledelse. En Dag lovede han The til hele holdet dersom vi vandt 6-0. Vi vandt med 6-1, men fik The alligevel. - Det ene Mål har ikke noget at sige pojkar, svarede Albin. | Citat |
| Henry Rosendahl | |       |

I 1938 drog han de fire kilometer tilbage til Helsingborg IF og førte i 1940-41 de rød-blå kollegaer til guld i Allsvenskan.
1947-48 vendte han tilbage til Helsingør IF igen.
I 1948 og 1950-51 førte han Råå IF, få kilometer syd for Helsingborg, fra fjerde division frem til pokalsejr og vicemestre i den Allsvenskan. Det blev senere til trænerjobs i flere andre svenske klubber.

## Familie
Albin Dahls lillebror, Harry Dahl, var også en dygtig fodboldspiller i Helsingborg og Landskrona. Han spillede desuden tolv landskampe og scorede otte mål.